# ساندر ديكر
ساندر ديكر (بالهولندية: Sander Dekker)‏ هو سياسي هولندي، ولد في 9 فبراير 1975 في لاهاي في هولندا. حزبياً، نشط في حزب الشعب من أجل الحرية والديمقراطية.

## مناصب
- انتخب وزير مفوض وزارة التعليم والثقافة والعلوم (5 نوفمبر 2012 – 26 أكتوبر 2017).
- انتخب Minister for Legal Protection  [لغات أخرى]‏ (أكتوبر 2017 – ).
- في الانتخابات التشريعية الهولندية 2017، انتخب عضو مجلس نواب هولندا  [لغات أخرى]‏ (23 مارس 2017 – 26 أكتوبر 2017).
- انتخب municipal executive of The Hague ‏ (2006 – 2012).